# Jämtland

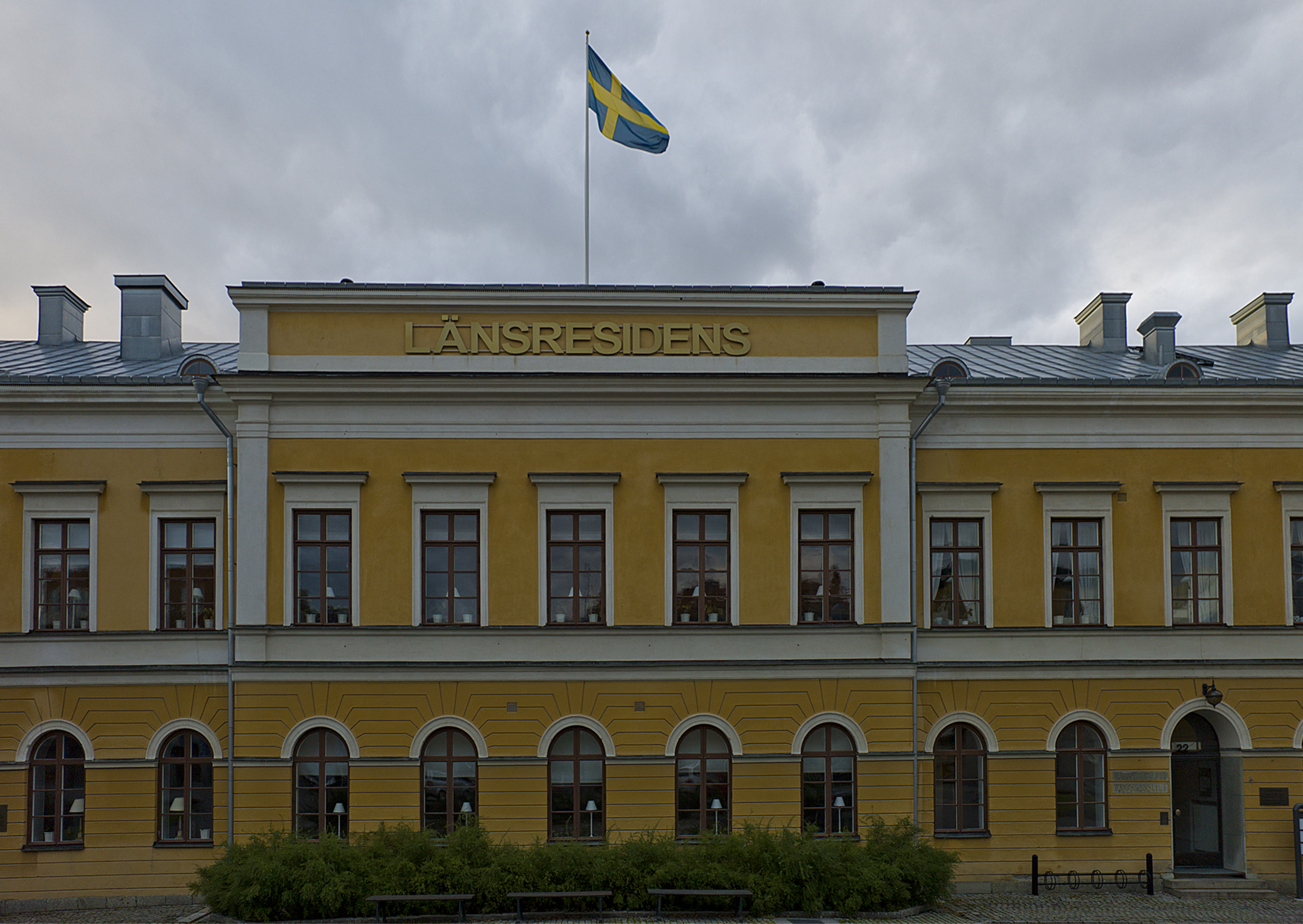
Rezydencja landshövdinga regionu administracyjnego Jämtland w Östersund

Jämtland (szw. Jämtlands län) – jeden ze szwedzkich regionów administracyjnych (län). Siedzibą władz regionu (residensstad) jest Östersund.

## Historia
Do 1645 r. prowincje Jämtland i Härjedalen należały do Norwegii. Obie prowincje znalazły się w granicach Szwecji na mocy traktatu pokojowego w Brömsebro kończącego wojnę duńsko-szwedzką 1643-1645. Region administracyjny Jämtland (Jämtlands län) został utworzony w 1810 r.

## Geografia
Region administracyjny Jämtland położony jest w zachodniej części Norrland i składa się z krain historycznych (landskap) Jämtland i Härjedalen oraz mniejszych części Ångermanland i Hälsingland, a także Dalarna i Lappland.
Graniczy z regionami administracyjnymi Dalarna, Gävleborg, Västernorrland i Västerbotten oraz z terytorium Norwegii (okręgi Nord-Trøndelag i Sør-Trøndelag).

### Demografia
31 grudnia 2014 r. Jämtland liczył 126 765 mieszkańców (20. pod względem zaludnienia z 21 regionów administracyjnych Szwecji), gęstość zaludnienia wynosiła 2,56 mieszkańców na km².

## Gminy i miejscowości

### Gminy
Region administracyjny Jämtland podzielony jest na 8 gmin:
| - Åre (10 555) - Berg (7 067) - Bräcke (6 463) - Härjedalen (10 224) - Krokom (14 648) - Östersund (60 495) - Ragunda (5 440) - Strömsund (11 873) |

Uwagi: W nawiasie liczba mieszkańców; stan na dzień 31 grudnia 2014 r.

### Miejscowości
Lista 10 największych miejscowości (tätort-er) regionu administracyjnego Jämtland (2010):
| #  | Miejscowość  | Gmina      | Liczba mieszkańców (2010) |
| -- | ------------ | ---------- | ------------------------- |
| 1  | Östersund    | Östersund  | 44 327                    |
| 2  | Brunflo      | Östersund  | 3 890                     |
| 3  | Strömsund    | Strömsund  | 3 589                     |
| 4  | Sveg         | Härjedalen | 2 547                     |
| 5  | Krokom       | Krokom     | 2 277                     |
| 6  | Bräcke       | Bräcke     | 1 651                     |
| 7  | Åre          | Åre        | 1 417                     |
| 8  | Järpen       | Åre        | 1 408                     |
| 9  | Ås           | Krokom     | 1 218                     |
| 10 | Hammarstrand | Ragunda    | 1 052                     |